# Vaulx (Vaulx-Vraucourt)
Vaulx is een dorp in de Franse gemeente Vaulx-Vraucourt in het departement Pas-de-Calais. De dorpskern is vergroeid met die van Vraucourt. Vaulx vormt het zuidelijk deel.

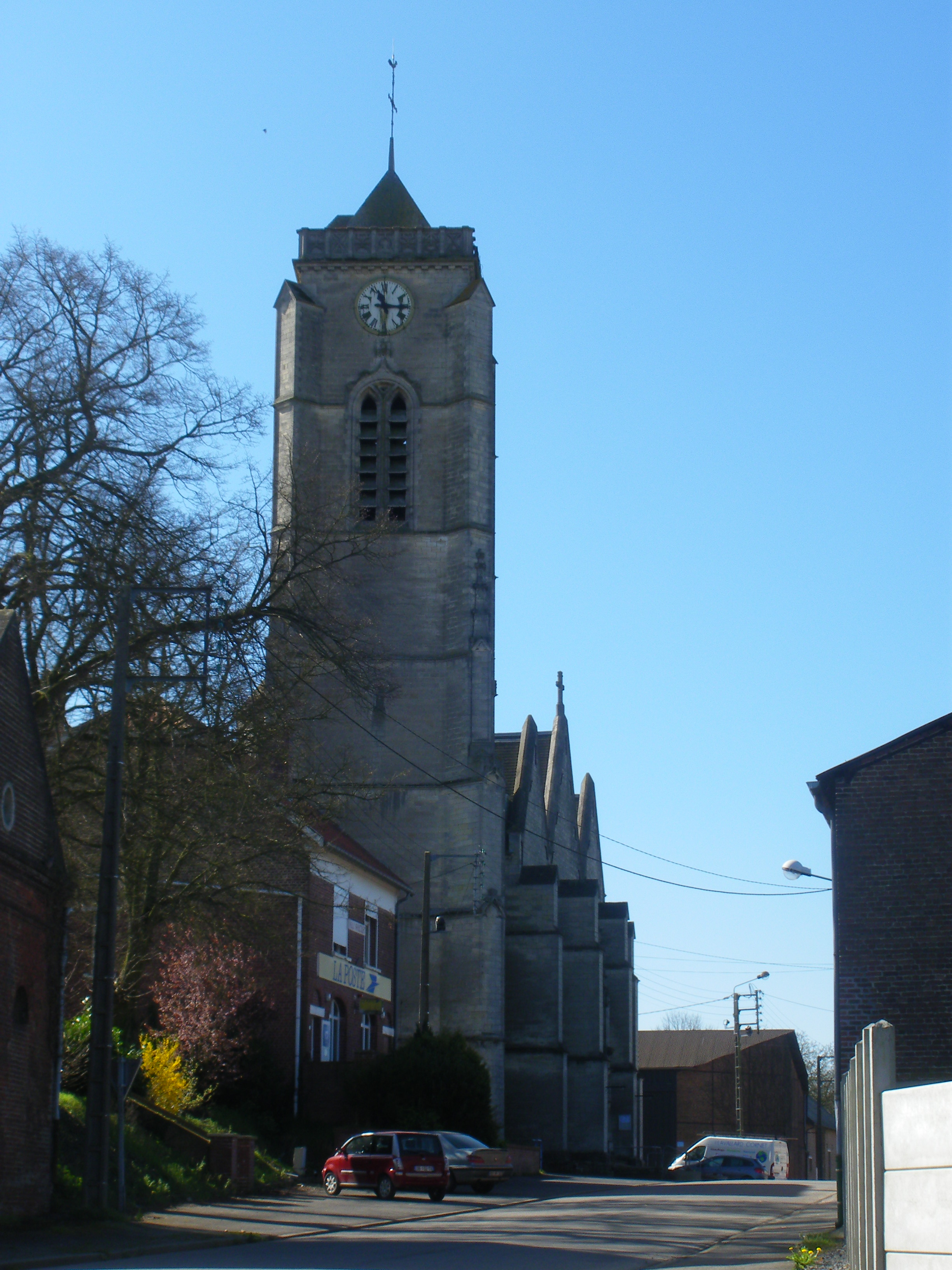
Église Saint-Martin

## Geschiedenis
Oude vermeldingen van de plaats dateren uit de 12de eeuw als Vals en de 13de eeuw als Vaus, Walles, Vallis en Vauls. Vaulx had Vraucourt als hulpkerk.
Op het eind van het ancien régime werd Vaulx een gemeente. In 1821 werd buurgemeente Vraucourt (op dat moment 371 inwoners) samengevoegd met Vaulx (1167 inwoners) in de gemeente Vaulx-Vraucourt.

## Bezienswaardigheden
- De Église Saint-Martin
- Vaulx telt drie Britse oorlogsbegraafplaatsen uit de Eerste Wereldoorlog: Vaulx Hill Cemetery, Vaulx Australian Field Ambulance Cemetery en Vraucourt Copse Cemetery.